# Plungė
Plungė (tiếng Samogitia: Plongė) là một thành phố của Litva. Thành phố có dân số 23.246 người.
Trước khi chiến tranh thế giới thứ II, Plunge đã có một số lượng lớn người Do Thái.